# Imóvel da Prefeitura de Ponta de Pedras
O Imóvel da Prefeitura de Ponta de Pedras, também conhecido como Palácio Municipal, é uma edificação na cidade de Ponta de Pedras, no estado do Pará, no Brasil. Por sua importância histórico-cultural, foi tombado como patrimônio cultural do estado do Pará, pelo Departamento de Patrimônio Histórico Artístico e Cultural do Estado do Pará (DPHAC), em 2005.

## Histórico
O antigo prédio da Prefeitura Municipal é um marco estadual da Revolução de 1930.
O último intendente da Primeira República Brasileira no município, Coronel Henrique Tavares Lobato, foi deposto pela Revolução de 1930, e substituído por Djalma da Costa Machado, major da Guarda Nacional e homem público de Cachoeira do Arari, nomeado pelo interventor federal, Coronel Joaquim de Magalhães Cardoso Barata. Em 1932, Djalma contratou Cândido Cerdeira (mestre de obras português) para construir um edifício para o Palácio Municipal, que seria um marco visual do novo regime na paisagem municipal. A edificação foi inaugurada em 1938.
Passou por duas reformas: nas gestões de Joaquim Monteiro de Noronha Filho (1967) e de Antônio Malato Ribeiro (1979).
Em 10 de setembro de 1999, a edificação foi incendiada durante um protesto local. Restou apenas a estrutura de alvenaria à Praça Getúlio Vargas, nº 32.
Em 2012, a edificação foi restaurada e já encontrava-se em uso.

## Tombamento
O Imóvel da Prefeitura de Ponta de Pedras foi tombado como patrimônio cultural do estado do Pará, pelo DPHAC, em 23 de fevereiro de 2005.